# Béatrice Nirere
Béatrice Nirere est une femme politique rwandaise reconnue coupable de génocide pour son implication dans le génocide au Rwanda en 1994. Au moment de sa condamnation en 2009, elle était membre de la Chambre des députés.

## Biographie
En 1993, Nirere était vice-gouverneur chargé des affaires sociales dans la préfecture de Byumba. Cette année-là, elle a fui l'avancée des troupes du Front patriotique rwandais (FPR) et s'est installée dans une banlieue de Kigali. Des témoins ont déclaré que lors du génocide rwandais de 1994, Nirere était membre de la milice Interahamwe qui organisait le massacre des Tutsis et des Hutus modérés et que l'influence de Nirere sur la milice découlait de sa position politique. Nirere a admis avoir distribué des uniformes et d'autres fournitures aux membres des Interahamwe, mais elle a nié être affiliée à eux. Elle a également été accusée d'avoir installé et surveillé un barrage routier où des Tutsis étaient détenus avant d'être tués.
En septembre 2008, Nirere a été réélu à la Chambre des députés en tant que membre du FPR au pouvoir. Après cinq mois supplémentaires en tant que membre du parlement, elle a été accusée de génocide et jugée par un tribunal gacaca à Giporoso, district de Gasabo. Le 2 mars 2009, Nirere a été reconnu coupable de génocide et condamné à la réclusion à perpétuité. La question du remplacement de Nirere au parlement a été soulevée en mai suivant, car elle n'avait pas encore été remplacée par le FPR. La porte-parole de la chambre, Rose Mukantabana, a soulevé la question car la loi parlementaire autorise un maximum de dix jours.